# I Am Unicorn
«I Am Unicorn» (рус. Я — единорог) — второй эпизод третьего сезона американского музыкального сериала «Хор», показанный телеканалом Fox 27 сентября 2011 года и срежиссированный Брэдом Фэлчаком. В эпизоде состоится возвращение актрисы Идины Мензель в роли Шелби Коркоран. В эпизоде были исполнены кавер-версии трёх песен: «Something’s Coming» и «Somewhere» из мюзикла «Вестсайдская история» Блейном и дуэтом Рейчел с Шелби Коркоран соответственно, а также «I’m the Greatest Star» из мюзикла ''Funny Girl'' Куртом.

## Сюжет
Руководитель хора Уилл Шустер (Мэтью Моррисон) вместе с Майком Чангом (Гарри Шам-младший) устраивают для некоторых хористов учебный лагерь, чтобы отточить их танцевальные навыки. К ним присоединяются Финн (Кори Монтейт), Мерседес (Эмбер Райли), Курт (Крис Колфер) и Блейн (Даррен Крисс). Поскольку Шустер занят подготовкой к постановке мюзикла «Вестсадйская история», временными руководителями хора становятся Эмма Пилсберри (Джейма Мейс), тренер Шэннон Бист (Дот Джонс) и Арти Абрамс (Кевин Макхейл). Рейчел (Лиа Мишель) прослушивается на роль Марии, но, когда Курт прослушивается на роль Тони, она решает, что он недостаточно мужественно выглядит для этой роли. Курт решает бороться за роль и просит Рейчел помочь ему.
Курт решает подать свою кандидатуру на рассмотрение в президенты класса. Он просит Бриттани (Хизер Моррис) помочь ему придумать что-нибудь уникальное, и она решает взять за основу идею единорога. Курту не нравится идея; по его мнению, он предстаёт слишком женственным, однако, когда он меняет своё решение, то узнаёт, что Бриттани тоже подала свою кандидатуру на должность президента по настоянию Сантаны (Ная Ривера).
Между тем бывший директор соперничающего хора «Вокальный адреналин», биологическая мать Рейчел (Лиа Мишель) и приёмная мать биологического ребёнка Куинн Фабре (Дианна Агрон) и Пака (Марк Саллинг) Шелби Коркоран (Идина Мензель) возвращается в МакКинли в качестве руководителя второго хорового клуба, который организовала Шугар Мотта (Ванесса Ленджес) при содействии своего состоятельного отца. Шелби общается с Рейчел, Паком и Куинн, каждый из которых преследует цель воссоединиться со своей семьёй. Шелби разрешает Паку увидеть его дочь Бет, однако запрещает Куинн, ссылаясь на её девиантное поведение и новый образ жизни с наркотиками и алкоголем. Когда Куинн видит Пака с их дочерью на руках, она ломается, и решает вернуться к учёбе, участию в хоре и старым друзьям. Она возвращается к своему прежнему стилю, и хористы принимают её обратно. Пак говорит Куинн, что гордится её, в ответ на что Куинн рассказывает ему, что притворяется, чтобы забрать Бет обратно и получить над ней единоличную опеку.
Блейн не имеет цели исполнить главную роль в постановке мюзикла и согласен на любую второстепенную. На прослушивании он исполняет партию «Something’s Coming», а Курт наблюдает за ним из зала. Арти впечатлён вокалом Блейна и предлагает ему занять место Курта. Блейн остаётся на сцене в раздумьях, а Курт молча покидает зал.

## Создание
Эпизод был снят за пять дней в период с 22 по 26 августа 2011 года. Бродвейская актриса Идина Мензель впервые появилась в сериале с окончания первого сезона, эпизода «Journey to Regionals», где её героиня удочерила новорождённого ребёнка Куинн Фабре (Дианна Агрон). Известно, что в эпизоде есть как минимум две сцены с Мензель и приёмной дочерью. Помимо Мензель, в качестве приглашённых актёров серии появятся Айкбал Теба в роли директора Фиггинса, Дот Джонс в роли тренера Шэнон Бист, Лоурен Поттер в роли болельщицы Бекки Джексон и Ванесса Ленджес в роли студентки Шугар Мотта . Не включенный в список актёров первого эпизода, в серии также в качестве приглашённой звезды указан Майка О’Мэлли, который во втором сезоне получил постоянную роль Барта Хаммела, отца Курта.